# Скаттебё, Гудбран
Гудбран Гудбрансен Скаттебё (норв. Gudbrand Gudbrandsen Skatteboe; 18 июля 1875, Эйстре-Слидре — 3 апреля 1965, Эйстре-Слидре) — норвежский стрелок, чемпион и призёр летних Олимпийских игр.
Скаттебё участвовал в четырёх Олимпийских играх, включая непризнанные Международным олимпийским комитетом Внеочередные Олимпийские игры 1906 в Афинах. На них он участвовал в четырёх дисциплинах и лучшим результатом стало второе место в стрельбе из винтовки среди команд на 300 метров.
Затем Скаттебё принял участие в летних Олимпийских играх 1908 в Лондоне. Он соревновался в двух командных соревнованиях и занял первое место в стрельбе из винтовки на 300 метров и шестое в стрельбе из армейской винтовки.
На следующих Олимпийских играх 1912 в Стокгольме Скаттебё снова соревновался в стрельбе из винтовки среди команд на 300 метров и выиграл серебряную медаль. Также он стал пятым в аналогичном индивидуальном соревновании и 40-м в стрельбе из армейской винтовки.
Восемь лет спустя Скаттебё участвовал в последних своих Олимпийских играх 1920 в Антверпене. Как и на предыдущих соревнованиях в стрельбе из винтовки на 300 метров он стал вторым среди команд и пятым среди отдельных спортсменов. Также он занял шестое место в командной стрельбе из армейской винтовки стоя на 300 метров.